# (3773) Smithsonian
(3773) Smithsonian (1984 YY) – planetoida z pasa głównego asteroid okrążająca Słońce w ciągu 3,19 lat w średniej odległości 2,17 j.a. Odkryta 23 grudnia 1984 roku, nazwa pochodzi od Instytutu Smithsona w Waszyngtonie.